# Llista de patriarques catòlics caldeus de Bagdad

Antic escut del patriarcat caldeu de Babilònia.

Aquesta és una llista dels patriarques-catolicós caldeus de Bagdad, antigament de Babilònia, caps de l'Església Catòlica Caldea i un dels patriarques orientals de l'Església Catòlica des de 1553, després del cisma de 1552 que va provocar una ruptura a l'Església d'Orient, que posteriorment va dur a la fundació de l'Església Catòlica Caldea.
Aquesta llista continua la llista de patriarques de l'Església d'Orient que es remunta a l'Església fundada a Mesopotàmia al segle i i que es va conèixer com a Església d'Orient. És per això que el primer patriarca de la llista duu el numeral 93; per als patriarques anteriors, comuns amb les altres esglésies de la tradició de l'Església d'Orient, vegeu la llista de patriarques de l'Església d'Orient.

## Nom
L'arameu bíblic està íntimament relacionat amb l'arameu siríac, que fins fa poc s'anomenava caldeu, i els cristians sirians orientals, la llengua litúrgica dels quals era aquest dialecte de l'arameu, eren per aquest motiu anomenats caldeus, com a ètnia, no pas un terme religiós. Hormuzd Rassam (1826-1910) encara aplicava el terme «caldeus» tant als que no estaven en comunió amb Roma com als caldeus catòlics i va afirmar que «els caldeus actuals, amb algunes excepcions, parlen el mateix dialecte utilitzat al Targum i en algunes parts d'Esdres i Daniel, que s'anomenen “Caldea”».

## Patriarques i catolicós de Babilònia dels Caldeus

### Línia de Shimun
El 1553, Mar Yohannan Sulaqa, disposat a separar-se de la seu patriarcal d'Alqosh, una ciutat en territori assiri, va anar a Roma a demanar el seu nomenament com a patriarca. Va ser consagrat a la basílica de Sant Pere el 9 d'abril de 1553, donant lloc a una primera línia de patriarques reconeguts per Roma. (La numeració continua de la numeració dels patriarques de l'Església d'Orient, ja que tots ells es consideraven patriarques d'aquesta església, malgrat el cisma entre diferents línies patriarcals. La primera data entre claudàtors indica l'elecció local com a patriarca, la segona, la confirmació del títol per Roma.)
- 94. Shimun VIII Yohannan Sulaqa ([1552] 28/04/1553-01/1555):[9] va fixar la seu a Amid
- 95. Abdisho IV Maron ([1555] 1562-11/07/1570):[9] va traslladar la seu a prop de Siirt
  - Seu vacant (1570-1577)
- 96. Yahballaha IV (1577-1580)[9]
- 97. Shimun IX Dinkha ([1580] 1585-1600):[9] va traslladar la seu a Urmia, va ser l'últim patriarca de la línia de Shimun que va ser reconegut formalment per Roma, ja que va reintroduir la successió hereditària
- 98. Shimun X Eliyah (1600-1638):[9] va traslladar la seu a Salmas; mai reconegut per Roma
- 99. Shimun XI Eshuyow (1638-1656):[9] mai reconegut per Roma
- 100. Shimun XII Yoalaha (1656-1662):[9] mai reconegut per Roma
- 101. Shimun XIII Dinkha (1662-1692): va traslladar la seu a Qochanis i va trencar formalment la plena comunió amb Roma el 1692, es va mantenir independent de la línia patriarcal d'Alqosh; els seus successors a la línia de Shimun finalment es van convertir en l'única línia que va romandre dins del que més tard va prendre el nom d'Església Assíria de l'Orient.

### Línia josefita d'Amid
Els patriarques catòlics amb seu a Amid, actualment Diyarbakır, al sud-est de Turquia, van començar amb Josep I, que el 1667 es va fer catòlic i que el 1677 va obtenir de les autoritats civils turques el reconeixement de la seva independència de la seu patriarcal no catòlica d'Alqosh. El 23 de juny de 1681, Josep I va ser reconegut per Roma com a «patriarca de la nació caldea privada del seu patriarca», a causa de la situació irregular en què havia caigut la línia Shimun des de Shimun X. (La numeració de la llista següent, reflecteix el conflicte, ja que no contempla els patriarques de la línia de Shimun que no van ser reconeguts per Roma.)
- 98. Josep I ([1667] 23/06/1681-02/02/1696)[9][12]
- 99. Josep II Sliba Maruf ([1694] 21/05/1696-02/06/1712)[9][12]
- 100. Josep III Timoteu Maroge ([13/11/1713] 18/03/1714-1757)[9][12]
- 101. Josep IV Lazare Hindi ([1757] 01/01/1759-1781)[9][12]
  - Joseph V Augustine Hindi (1781-06/04/1828):[9][12] mai va ser reconegut com a patriarca, sinó com a administrador patriarcal fins al 15/01/1802, com a administrador apostòlic fins al 08/09/1804 i com a delegat apostòlic del Patriarcat de Babilònia des de 1812
  - Seu vacant (03/04/1828-05/0/1830)

Des de 1830, el càrrec de patriarca catòlic va continuar amb Yohannan VIII Hormizd, de la línia d'Alqosh o d'Eliya, que va ser reconegut per Roma com a patriarca de Babilònia i cap del que ara s'anomena Església Catòlica Caldea.

### Línia d'Alqosh i Mossul
Fins al cisma que va suposar l'aparició de la línia de Shimun, reconeguda per Roma, la seu patriarcal de l'Església d'Orient era a Alqosh i allà se succeïren, en l'anomenada línia d'Eliyya, tot de patriarques que mantenien la independència total de l'Església d'Orient. Aquesta línia rep el nom de línia Eliyya, pel nom que va assumir cadascun dels seus successius patriarques. El 1771, el patriarca d'Alqosh Eliyya XII Denkha (1722-1778) va entrar en comunió amb l'Església Catòlica. Tanmateix, a la seva mort el 1778, el seu successor, Eliyya XIII Ishoʿyahb, després d'obtenir el reconeixement per part de Roma, va repudiar ràpidament la unió i va tornar a la doctrina tradicional. Tanmateix, el seu cosí Yohannan VIII Hormizd va professar la fe catòlica i va aconseguir convèncer molts dels fidels sotmesos a la línia d'Eliyya a adoptar la fe catòlica. Quan Eliyya IX Ishoʿyahb va morir el 1804, no es va triar cap successor i Yohannan Hormizd va romandre l'únic representant de la línia. Roma el va reconèixer el 1783 com a bisbe metropolità de Mossul i administrador del patriarcat d'Alqosh-Mossul. Només l'any 1830, després de la mort el 1827 d'Agustín Hindi, el representant de la línia josefita, que també havia estat considerat per al reconeixement com a patriarca catòlic, Yohannan VIII va ser reconegut per Roma com a patriarca.
- 101. Joan VIII Hormizd (05/07/1830-14/08/1838):[9][12] va establir la seu a Mossul
- 102. Nicolau I Zaya ([25/09/1838] 27/04/1840-05/1847)[9][12]
- 103. Josep VI Audo (11/09/1848-14/03/1878)[9][12]
- 104. Elies XIV [XIII] Abulyonan ([26/07/1878] 28/021879-27/06/1894)[9][12]
- 105. Audishu V Khayyat ([28/10/1894] 18/03/1895-06/11/1899)[9][12]
- 106. Josep VI Emmanuel II Tomàs ([09/07/1900] 17/12/1900-21/07/1947)[9][12]
- 107. Josep VII Ghanima ([17/09/1947] 21/06/1948-08/07/1958):[9][12] va traslladar la seu a Bagdad
- 108. Pau II Cheikho ([13/12/1958] 12/03/1959-13/04/1989)[9][12]
- 109. Rafael I Bidawid ([21/05/1989] 11/06/1989-07/07/2003)[9][12]
  - Shlemon Warduni (administrador apostòlic) (07/07/2003-03/12/2003))[12]
- 110. Emmanuel III Delly (03/12/2003-19/12/2012, retirat; des de 24/11/2007, cardenal)[9][12]
  - Jacques Ishaq (administrador apostòlic, 19/12/2012-01/02/2013))[12]
- 111. Lluís Rafael I Sako ([31/01/2013] 01/02/2013-19/02/2022; des de 28/06/2018, cardenal)[9][12]

## Patriarques i catolicós de Bagdad dels Caldeus
El 19 de febrer de 2022, el papa Francesc va accedir a la petició del Sínode dels Bisbes de l'Església Caldea i va canviar el títol patriarcal per Patriarca de Bagdad dels Caldeus.
- 111. Lluís Rafael I Sako (19/02/2022-actualitat)[9][12]
  - Mikha Pola Maqdassi (bisbe auxiliar, 08/10/2022)[9]